# Chenay (Marne)
Chenay település Franciaországban, Marne megyében. Lakosainak száma 223 fő (2022. január 1.). Chenay Hermonville, Châlons-sur-Vesle, Merfy, Pouillon és Trigny községekkel határos.

## Népesség
A település népességének változása:
| Lakosok száma | 255  | 291  | 276  | 284  | 254  | 240  | 227  | 225  | 224  | 223  |
|               | 1968 | 1982 | 1990 | 2006 | 2013 | 2015 | 2017 | 2019 | 2020 | 2022 |